# Pepê Rapazote
Pedro de Matos Fernandes, mais conhecido por Pepê Rapazote (Lisboa, 10 de setembro de 1970) é um ator e dobrador português, conhecido por Narcos, Laços de Sangue e Pai à Força. Depois de ter trabalhado como arquiteto por alguns anos, decidiu que a atuação se tornaria o seu "novo ofício". Fala quatro idiomas (português, inglês, espanhol e francês) e reparte o tempo entre a Europa, a América Latina e os EUA.

## Biografia
Estudou no Colégio Moderno e licenciou-se em Arquitetura pela Faculdade de Arquitetura da Universidade Técnica de Lisboa, tendo enveredado pela representação através da Sociedade de Instrução Guilherme Cossoul, onde fez teatro amador.
Iniciou a sua formação sob a direção do encenador e ator José Boavida, participando entre muitas outras, nas peças A Birra do Morto de Vicente Sanches (1999), O Lixo de Francisco Nicholson (2000) e O Segredo do Teu Corpo de Manuel Halpern (2000), onde se estreou como profissional.
Com agentes em vários países, foi convidado para participar em populares séries norte-americanas como The Young and the Restless e o remake de Dynasty mas recusou. Depois de conhecer melhor Dynasty admite que talvez tivesse aceite.

## Vida pessoal
Pepe Rapazote é casado com a também atriz Mafalda Vilhena desde 2003. O casal tem duas filhas: Júlia Vilhena de Matos Fernandes, nascida dia 25 de março de 2005; e Leonor Vilhena de Matos Fernandes, nascida dia 12 de dezembro de 2009.
É primo da cantora Capicua  e do ex-ministro do Ambiente (2015–Mar/2022), João Pedro Matos Fernandes.

## Trabalhos

### Televisão
| Ano         | Projeto                        | Papel                             | Notas                              | Canal     |
| ----------- | ------------------------------ | --------------------------------- | ---------------------------------- | --------- |
| 2000        | Super Pai                      | Professor                         | Actor Convidado                    | TVI       |
| 2001        | O Bairro da Fonte              |                                   | Elenco Principal                   | SIC       |
| 2001        | Ganância                       | Tiago                             | Elenco Principal                   | SIC       |
| 2001        | Ajuste de Contas               | Ricardo Gouveia                   | Elenco Principal                   | RTP1      |
| 2002        | Um Estranho em Casa            | Gonçalo                           | Elenco Principal                   | RTP1      |
| 2002        | Sonhos Traídos                 | António Veiga                     | Protagonista                       | TVI       |
| 2003        | Coração Malandro               | Zézé Passarinho                   | Protagonista                       | TVI       |
| 2004        | Baía das Mulheres              | Tomás Moreira                     | Elenco Principal                   | TVI       |
| 2004 - 2005 | Inspetor Max                   | Paulo Martins                     | Actor Convidado                    | TVI       |
| 2004 - 2005 | Inspetor Max                   | Nuno                              | Actor Convidado                    | TVI       |
| 2004 - 2005 | Os Malucos do Riso             | Vários papéis                     | Actor Convidado                    | SIC       |
| 2004 - 2005 | Maré Alta                      | Ship Passenger                    | Actor Convidado                    | SIC       |
| 2005        | Clube das Chaves               | Venâncio Relvas                   | Participação Especial              | TVI       |
| 2005        | Ruas Vivas                     |                                   | Participação Especial              | RTP1      |
| 2005        | O Quadro das Bermudas          | Vários papéis                     | Participação Especial              | RTP1      |
| 2005        | Os Malucos nas Arábias         | Vários papéis                     | Participação Especial              | SIC       |
| 2005        | Malucos na Praia               | Vários papéis                     | Participação Especial              | SIC       |
| 2005        | Malucos e Filhos               | Vários papéis                     | Participação Especial              | SIC       |
| 2005 - 2006 | Camilo em Sarilhos             |                                   | Actor Convidado                    | SIC       |
| 2006        | Os Serranos                    | Abel                              | Elenco Principal                   | TVI       |
| 2006        | Uma Família Normal             | João                              | Elenco Principal                   | TVI       |
| 2006        | 7 Vidas                        | Dr. Jaime                         | Elenco Principal                   | SIC       |
| 2006        | Aqui Não Há Quem Viva          | Armando                           | Protagonista                       | SIC       |
| 2006 - 2007 | Jura                           | Fernando                          | Co-Protagonista                    | SIC       |
| 2007        | Floribella                     | Osvaldo                           | Elenco Principal                   | SIC       |
| 2008        | Malucos no Hospital            | Vários papéis                     | Participação Especial              | SIC       |
| 2008        | Ainda Bem que Apareceste       | Vários papéis                     | Participação Especial              | RTP1      |
| 2008        | O Dia do Regicídio             | Penha Garcia                      | Elenco Principal                   | RTP1      |
| 2008 - 2009 | Vila Faia                      | Henrique Gouveia                  | Antagonista                        | RTP1      |
| 2009        | Novos Malucos do Riso          | Vários papéis                     | Participação Especial              | SIC       |
| 2009 - 2010 | Perfeito Coração               | Bento Viegas                      | Elenco Principal                   | SIC       |
| 2010        | Lua Vermelha                   | Eduardo                           | Actor Convidado                    | SIC       |
| 2010        | Cidade Despida                 | Rodrigo Azevedo                   | Protagonista                       | RTP1      |
| 2010 - 2011 | Laços de Sangue                | Luís Barros                       | Coadjuvante                        | SIC       |
| 2011        | Conta-me Como Foi              | Ferreira                          | Coadjuvante                        | RTP1      |
| 2011        | O Último Tesouro               | Pedro Rodrigues                   | Protagonista                       | RTP1      |
| 2011        | Liberdade 21                   | Miguel Saraiva                    | Protagonista                       | RTP1      |
| 2012        | A Princesa                     | Henrique                          | Elenco Principal                   | RTP1      |
| 2012        | Velhos Amigos                  | Fernando                          | Elenco Principal                   | RTP1      |
| 2009 - 2012 | Pai à Força                    | Miguel Saraiva                    | Protagonista                       | RTP1      |
| 2012        | Maternidade                    | Estêvão                           | Elenco Principal                   | RTP1      |
| 2012 - 2013 | Dancin' Days                   | Miguel Pinto                      | Elenco Principal                   | SIC       |
| 2013        | No Limite                      | Nando                             | Elenco Fixo                        | Show time |
| 2013 - 2016 | Bem-Vindos a Beirais           | Diogo Almada                      | Protagonista                       | RTP1      |
| 2014        | Verão Total                    | Ele Próprio                       | Apresentador                       | RTP1      |
| 2015        | Águila Roja                    |                                   | Elenco Fixo                        | La 1      |
| 2015 - 2016 | A Única Mulher                 | César Varela                      | Antagonista                        | TVI       |
| 2016 - 2017 | Rainha das Flores              | Daniel de Sousa                   | Protagonista                       | SIC       |
| 2019        | Alternativo with Arturo Castro | El Jefe                           | Elenco Fixo                        | CTV       |
| 2019        | Queen of the South             | Raul «El Gordo» Rodriguez         | Elenco Fixo                        | USA       |
| 2019 - 2020 | Na Corda Bamba                 | Filipe «Pipo» Trindade            | Antagonista (T1) Protagonista (T2) | TVI       |
| 2020 - 2021 | Bem Me Quer                    | Henrique Cavaco Trindade de Sousa | Antagonista                        | TVI       |
| 2022        | Pôr do Sol                     | Gran Ráton                        | Elenco Principal                   | RTP1      |
| 2024        | Superestrelas                  | Ele Próprio                       | Jurado                             | RTP1      |
| 2024 - 2025 | A Promessa                     | Luís Alberto Martins Rocha        | Elenco Principal                   | SIC       |

### Cinema
- 2024 - Os Enforcados[6]
- 2019 - La pequeña Suiza
- 2018 - Operation Finale
- 2016 - Milhemet 90 Hadakot
- 2015 - Capitão Falcão
- 2013 - Eleven: Twelve (curta metragem)
- 2011 - Final (curta metragem)
- 2011 - Os Conselhos da Minha Vida
- 2010 - Tea Time (curta metragem)
- 2010 - Não há Rosa sem Espinhos (curta metragem)
- 2009 - O Poço (curta metragem)
- 2009 - Second Life
- 2005 - Anita na Praia (curta metragem)
- 2005 - Fin de Curso
- 2003 - Trilogia do Desencontro (curta metragem)
- 2002 - Amicci per la Pelle
- 2001 - Les Filles à Papá
- 2001 - Cavaleiros de Água Doce
- 2000 - O Lampião da Estrela
- 2000 - O Aniversário

### Dobragens
- 2007 - Os Simpsons: o Filme - Russ Cargill
- 2008 - Os Vegetais: Os Piratas que Não Fazem Nada - Robert e o Rei
- 2010 - Heavy Rain - Carter Blake
- 2010 - Megamind - Megamind
- 2011 - As Aventuras de Tintim: O Segredo do Licorne - Sakharine
- 2011 - O Gato das Botas - Jack
- 2012 - ParaNorman - Perry
- 2015 - Home: A Minha Casa - Capitão Smek
- 2018 - Grinch - Narrador
- 2019 - Death Stranding - Sam Porter Bridges

### Streaming
| Ano  | Projeto        | Papel                   | Notas            | Canal   |
| ---- | -------------- | ----------------------- | ---------------- | ------- |
| 2017 | Narcos         | Chepe Santacruz Londoño | Elenco Principal | Netflix |
| 2018 | Narcos: México | Chepe Santacruz Londoño | Elenco Principal | Netflix |
| 2023 | Rabo de Peixe  | Uncle Joe               | Elenco Principal | Netflix |